# 10,5-cm-Luftminenwerfer M.15
Der 10,5-cm-Luftminenwerfer M.15 war ein mittlerer, pneumatischer Minenwerfer Österreich-Ungarns, welcher im Ersten Weltkrieg zum Einsatz kam.

## Geschichte
Der 10,5-cm-Luftminenwerfer M.15 wurde von der deutschen Maschinenfabrik Ehrhardt & Sehmer im Jahr 1915 entwickelt. Dieser wurde bei Tests gut aufgenommen und 25 Stück wurden bestellt.
Ende März 1916 stellte Ehrhardt & Sehmer eine leicht verbesserte Version vor. Diese wurde aber aufgrund der geringeren Reichweite der Munition und der schwierigen Beschaffung abgelehnt.

## Produktion
Am 31. Juli 1915 konnte die Lieferung von 25 Minenwerfern, 250 Druckluftflaschen und 10.000 Granaten mit Zündern an die Truppen geliefert werden. Danach wurde die Produktion eingestellt, da es Schwierigkeiten bei der Materialbeschaffung gab. Auch der Nachschub an Granaten konnten nicht sichergestellt werden, weswegen die Truppen sie selber vor Ort produzieren mussten.

## Technische Beschreibung
Der Minenwerfer war ein Vorderlader, welcher mithilfe von Druckluft das Projektil abfeuerte. Dabei war das Rohr starr, hatte keinen Rückstoß und war fest am Sockel angebracht. Eine Druckluftflasche reichte für bis zu 15 Granaten. Der Vorteil dieses Minenwerfers, im Gegensatz zu herkömmlichen Minenwerfern mit Schießpulver oder Kartuschen, war der völlige Wegfall von Rauch oder Mündungsfeuer. Auch die Lautstärke beim Abfeuern war sehr gering. Dadurch war der Minenwerfer nur sehr schwer zu lokalisieren.

## Einsatz
Zum Einsatz kam der Minenwerfer in den Mörserzügen der österreich-ungarischen Armee. Dabei gab es zehn Schützengraben-Mörserzüge mit jeweils zwei Waffen. Die restlichen fünf Minenwerfer wurden als Ersatz oder zur Ausbildung genutzt. Ab Februar 1916 wurde der Minenwerfer hauptsächlich im russischen Gebiet eingesetzt.